# Sympetrum rufa
Sympetrum rufa är en trollsländeart som först beskrevs av Müller 1767.  Sympetrum rufa ingår i släktet ängstrollsländor, och familjen segeltrollsländor. Inga underarter finns listade i Catalogue of Life.